# Метафизический нигилизм

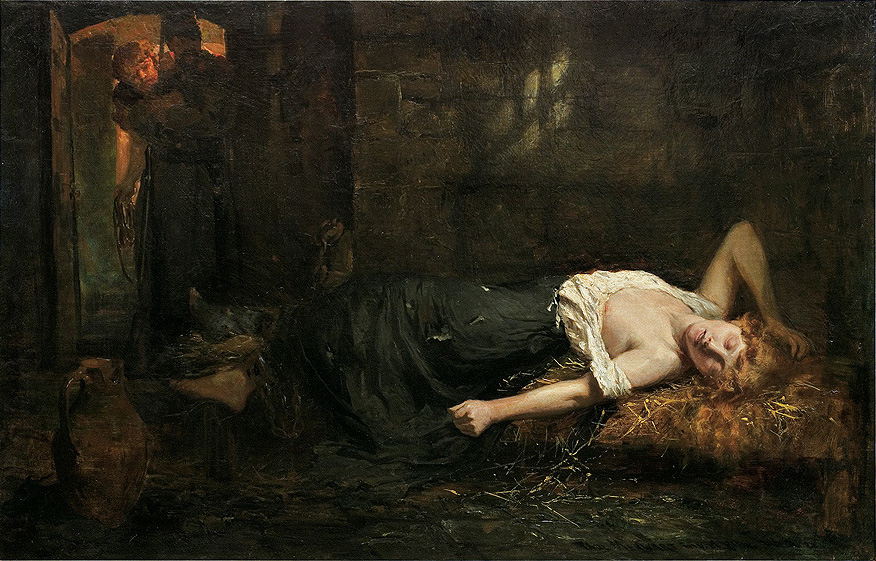
«Нигилист» Пола Мерварта

Метафизический нигилизм — это позиция по отношению к небытию. Когда дело доходит до вопроса о том, возможно или невозможно небытие, возможно, ничего не было. Это одна из позиций, обсуждаемых в области метафизики, которая является разделом философии, и противостоит позиции о том, что «нет ничего невозможного в первую очередь».
В онтологических дебатах часто противопоставляются два слова «бытие» и «ничто», то есть «есть что-то» и «ничто». В такой дискуссии вопрос о том, можно ли сказать «ничего», является одним из вопросов. В этом отношении метафизический нигилизм — это позиция, согласно которой «можно было быть ничем».

## Происхождение
Вопрос «возможно ли ничто» уже давно обсуждается философами, и древнегреческий философ Парменид V века до нашей эры также обсуждал его.
Начало дебатов по вопросу «возможно ли что-либо» в начале XXI века было основано на книге Питера ван Инвагена и Э.Дж. Лоу, опубликованной в 1996 году. Первоначально эта позиция называлась просто «нигилизм», но чтобы отличить её от различных других нигилизмов, Э.Дж. Лоу предложил в статье 2002 года термин «метафизический нигилизм», и с тех пор он широко используется.

## Формулировка
Позиция метафизического нигилизма обычно формулируется следующим образом, после сужения предмета обсуждения до конкретных объектов.
- Вполне возможно, что «конкретного объекта вообще нет»（вполне возможно, что ничего конкретного не существует)[5].

Сформулированный в рамках теории возможного мира, он принимает следующую форму.
- Существует такой возможный мир X, в котором утверждение «нет конкретного объекта» истинно (существует возможный мир X, такой, что «В X нет конкретных объектов» истинно)[6].

Конкретными объектами здесь являются, например, стулья, столы, камни и т. д., которые противопоставляются абстрактным объектам (абстрактные объекты, числа, предложения, «красный» и т. д.) и являются одной из классификаций объектов в онтологии.

## Логика вычитания
Аргумент, который защищает позицию метафизического нигилизма, — это аргумент вычитания. Обоснование вычитания было представлено в 1996 году британским философом Томасом Болдуином для понимания метафизического нигилизма:
1. Вещей могло быть бесконечно много.
2. Для каждой вещи эта вещь могла бы и не существовать.
3. Удаление одной вещи не требует введения другой.
4. Следовательно, вообще не могло быть никаких вещей.

## Критика
Есть различные критические замечания по поводу этой позиции. Американский философ Дэвид Льюис (1941—2001 гг.), известный как сторонник модального реализма, утверждал, что невозможно «не иметь конкретного объекта». Причина этого в том, что «мир» — это конкретный объект, поэтому всегда существует конкретный объект, называемый «миром», независимо от того, что это за мир, и поэтому мир без конкретного объекта невозможен. Британский философ Э.Дж. Лоу (род. в 1950 г.) говорил следующее: «Определённые абстрактные объекты, например числа, обязательно существуют. Единственными возможными абстрактными объектами являются множества или универсалии. Как множества, так и универсалии требуют для своего существования конкретных объектов. Например, если набор является элементом для создания набора, если он универсален, необходимо иметь вещь, чтобы сделать из неё пример. Следовательно, должен быть какой-то конкретный объект».

## Связанные темы
- Эта позиция связана с обсуждением вопроса «какие возможные миры могут быть распознаны» в модальной логике и теории возможных миров в терминах «следует ли признавать пустой мир без чего-либо» в качестве одного из возможных миров. Это включает в себя ту же тенденцию, что и аргумент «что такое пустое множество», который обсуждается в философии математики и философии логики.
- Эта позиция связана с онтологическим вопросом «почему есть что-то, а не ничто?» Если «ничто не было возможно» (то есть позиция метафизического нигилизма верна), то вопрос «почему нет ничего» может иметь смысл, чтобы думать дальше оттуда. Однако, если «изначально не было ничего невозможного» (то есть позиция метафизического нигилизма неверна), вопрос «почему нет ничего» можно закончить ответом в форме «потому что это невозможно».